# マーク・ブローグ
マーク・ブローグ（Mark Blaug、1927年4月3日 - 2011年11月18日）は、イギリスの経済学者。

## 略歴
オランダ・ハーグ生まれ。1955年にニューヨークのコロンビア大学で博士号を取得した。
公的機関や国際機関での仕事に従事する一方、イェール大学やロンドン大学、ロンドン・スクール・オブ・エコノミクス(LSE)、バッキンガム大学で学者として活動した。
その後、オランダのアムステルダム大学とロッテルダムのエラスムス・ロッテルダム大学で客員教授を務めていた。

## 業績
マーク・ブローグは、経済思想の分野で最も大きな貢献をした。芸術経済学や教育経済学での価値ある貢献のほかに、ブローグは経済思想史と経済学方法論の分野での仕事によって最もよく知られている。方法論的な問題や教育や人的資本にいたる幅広い分野への経済理論の応用に関わりつつ、科学哲学や知的進歩の展望がブローグの関心の広さに見合った研究課題であった。

## 主要著作
- Ricardian Economics. A Historical Study, 1958.

島博保・馬渡尚憲訳『リカァドウの経済学：歴史的研究』（木鐸社、1981年）
- Economic Theory in Retrospect, first edition 1962, 5th revised edition 1997.

久保芳和・真実一男訳『経済理論の歴史（上）古典派』（東洋経済新報社、1966年）
杉原四郎・宮崎犀一訳『経済理論の歴史（中）マルクスとマーシャル』（東洋経済新報社、1968年）
関恒義・浅野栄一・宮崎犀一訳『経済理論の歴史（下）近代経済学の展開』（東洋経済新報社、1968年）
久保芳和・真実一男訳『新版経済理論の歴史1　古典学派の展開』（東洋経済新報社、1982年）
杉原四郎・宮崎犀一訳『新版経済理論の歴史2　古典学派の革命』（東洋経済新報社、1984年）
宮崎犀一・関恒義・浅野栄一訳『新版経済理論の歴史3　限界理論の展開』（東洋経済新報社、1985年）
宮崎犀一・関恒義・浅野栄一訳『新版経済理論の歴史4　現代経済学の展開』（東洋経済新報社、1986年）
- The Cambridge revolution : success or failure? : a critical analysis of Cambridge theories of value and distribution, 1977

福岡正夫・松浦保訳『ケンブリッジ革命』（東洋経済新報社、1977年）
- The Methodology of Economics, or How economists Explain, 1980 (revised edition, 2006).
- Economic History and the History of Economics, 1986.
- Great economists before Keynes : an introduction to the lives and works of 100 great economists of the past, 1986.

中矢俊博訳『ケインズ以前の100大経済学者』（同文舘出版、1989年）
- Great economists since Keynes : an introduction to the lives and works of one hundred modern economists, 1988.

中矢俊博訳『ケインズ以後の100大経済学者：ノーベル賞に輝く人々』（同文舘出版、1994年）
- Economic Theories. True of False?, 1990.
- John Maynard Keynes : life, ideas, legacy, 1990.

中矢俊博訳『ケインズ経済学入門』（東洋経済新報社、1991年）
- Appraising Economic Theories: Studies in the Methodology of Research Programs (ed. with Neil de Marchi), 1991.
- Not Only an Economist. Recent Essays, 1997.

## 栄誉
- 1984年 - オランダ王立学術アカデミー外国人名誉会員
- 1988年 - 経済学史学会特別フェロー
- 1989年 - 英国アカデミー・フェロー